# 楓丹白露敕令

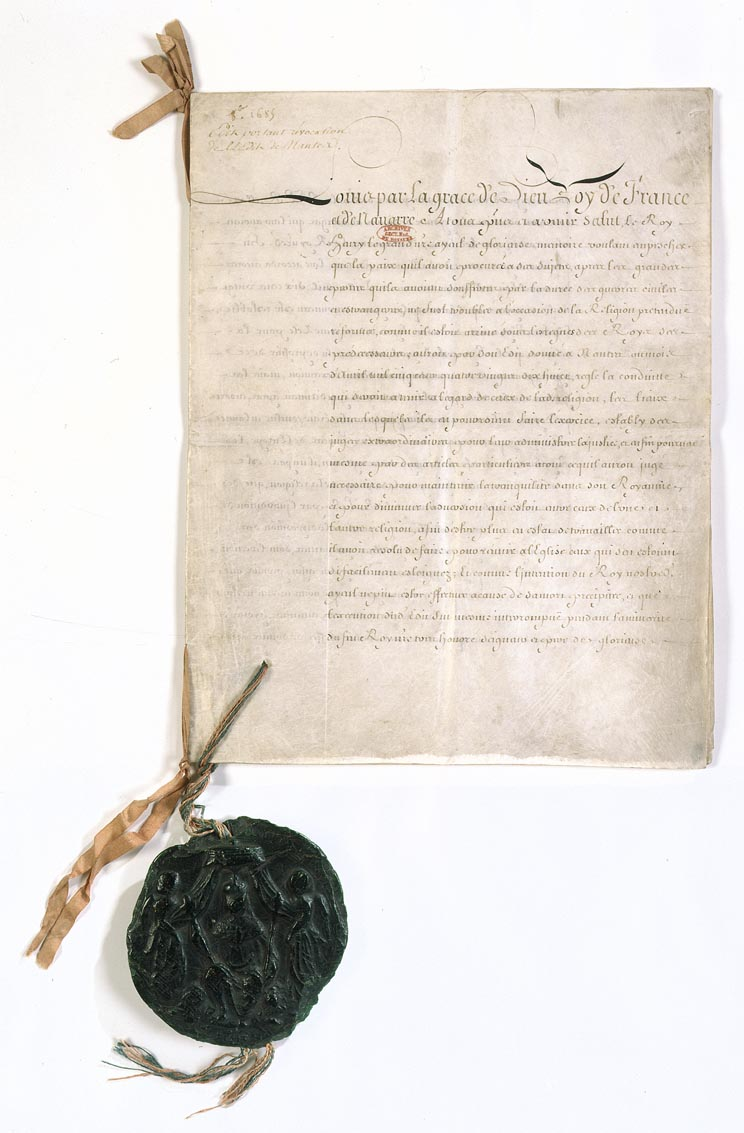
楓丹白露敕令

《楓丹白露敕令》（法語：Édit de Fontainebleau）為法蘭西國王路易十四於1685年10月18日所簽署頒布的一條敕令。
路易十四的祖父亨利四世原為胡格諾派信徒，為繼承法國王位，改信天主教，但他在1598年發表南特敕令，給予胡格諾派信徒宗教自由與武裝特權。
路易十四認為，要獲得無上的權力，就必須統一法國人的宗教信仰為天主教，因此開始取締胡格諾派信徒，推翻了亨利四世所頒布的南特敕令，也因此楓丹白露敕令又稱為廢除南特敕令（révocation de l'édit de Nantes）。

## 過程和影響
許多歷史學家將楓丹白露敕令與1492年的阿蘭布拉詔書和1609年至1614年的驅逐摩里斯科人相提並論，三次事件的起因都是由於宗教不寬容演變為大規模驅逐異教徒，從而對社會和經濟造成一系列影響。
路易十四為了剷除胡格諾派信徒，採取了許多措施，首先派遣天主教教士前往胡格諾派勢力地區傳教，另外專門設立皈依基金，獎勵那些主動改宗天主教的人，但收效甚微。為了加速進程，路易十四派龍騎兵進駐胡格諾派傳播的地區，加緊迫害異教徒，同時頒布敕令剝奪胡格諾派信徒的一切求職機會，敕令下達後胡格諾派的教堂被摧毀，新教的學校被關閉。路易十四的這個命令迫使大約21萬至90萬胡格諾派教徒被迫離開法蘭西王國，移居荷蘭共和國、勃蘭登堡-普魯士、英格蘭、瑞典、瑞士、丹麥、神聖羅馬帝國新教地區和北美、開普殖民地。
敕令的頒佈和實施導致法蘭西王國的人才大量外流，因為這些胡格諾派信徒，許多是手工業者。雖然他們未帶走大量財富，但他們的技術和知識隨著他們一起流亡國外。這些流亡者，給他們到達的地區帶來了巨大的財富。勃蘭登堡的「大選侯」腓特烈·威廉在同年10月底頒佈《波茨坦敕令》給胡格諾派信徒提供一系列優惠政策，鼓勵移民勃蘭登堡-普魯士，吸引了兩萬多胡格諾派難民，移居其地。然而對路易十四和他的大主教們來說，一個統一的法蘭西王國就是一個天主教的法蘭西，這也得到大多數法國人民的支持擁護。1685年，《南特敕令》被廢除，路易十四在1686年1月17日宣稱，法蘭西王國境內的胡格諾派信徒從八、九十萬人，下降至一千到一千五百人。但胡格諾派信徒畢竟人數眾多，遠非路易十四所宣稱的那樣大幅度改宗，不少改宗的人陽奉陰違，表面上遵從天主教，而在私底下保持原先的胡格諾派信仰，胡格諾派在法蘭西王國被迫轉入地下，信徒主要集中在王國西南部、塞汶山區和阿爾卑斯山區一帶，塞汶山區的胡格諾派信徒卡米撒派依託當地地形和政府軍展開長達兩年的游擊戰，從1702年至1704年間多次擊敗政府軍的圍剿，因力量過於懸殊于1704年告終，但零星的抵抗依然持續十多年。當路易十四去世時，留在法蘭西境內的胡格諾派信徒在塞汶山區召開第一屆全國宗教會議，該地區成為新教在法蘭西王國的秘密據點之一。

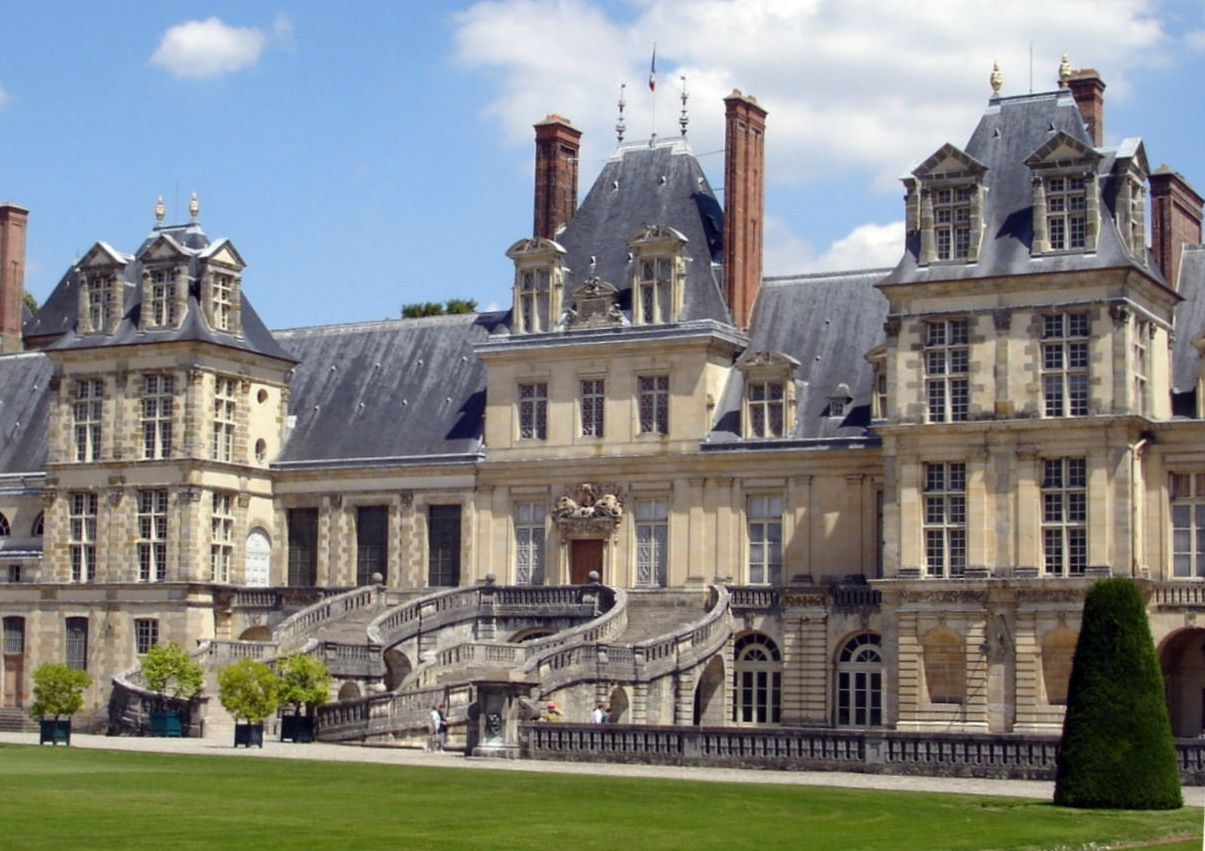
楓丹白露敕令簽訂的地點－楓丹白露宮

## 廢除與道歉
該敕令最終于1787年11月7日由國王路易十六頒布《凡爾賽敕令》予以廢除。1985年10月，也就是該敕令頒布300週年之際，時任法國總統弗朗索瓦·密特朗向全世界當年受到該敕令迫害而被迫流亡的胡格諾派信徒後裔發表正式公開道歉。

## 引用
1. ↑  "The fate of Catholics at the hands of a triumphant Parliament in England suggests that the Protestants in France would have been no better off under more popular institutions," observed R.R. Palmer, A History of the Modern World, rev. ed. 1956:164.
2. ↑  《劍橋插圖法國史》
3. ↑  《法國史》